# Тритон карпатський
Тритон карпатський (Lissotriton montandoni) ― вид тритонів роду малих тритонів, ендемік Карпатських гір. Від близьких видів відрізняється відсутністю спинного гребеня. Підвидів не виділяють.
Інші назви: Водяна ящірка.

## Розповсюдження
Тритон карпатський — ендемік Карпат. Водиться у гірській та передгірній частинах цього регіону. Заселяє різноманітні водойми — калюжі і канави, заводі гірських потоків, криниці, болота, високогірні озера. Поширення пов'язане із широколистяними, ялиново-смерековими лісами, криволіссям, гірськими луками — полонинами, хоча часто трапляється і в субальпійському поясі (на полонинах).
В Україні відомий з ранньоплейстоценових покладів.
Поширення в Україні обмежене Карпатами: ці амфібії трапляються у Чернівецькій, Івано-Франківській, Львівській та Закарпатській областях. Західна межа в Українських Карпатах проходить трохи західніше м. Ужгорода, на півночі та північному заході — Старосамбірським, Яворівським районами Львівської області, на сході — Косівським районом Івано-Франківської області, на півдні Хустським, Тячівським, Рахівським (Закарпатська область), Верховинським (Івано-Франківська область) та Вижницьким (Чернівецька область) районами.
Вертикальне поширення пов'язано з висотами 400—500 до 900 м, і, хоча може траплятися нижче (150—250 м), усе ж віддає перевагу висотам 350—800 м. Порівняння зовнішньоморфологічних ознак карпатських тритонів не показало істотних відмін між тритонами з вибірок, узятих на різній висоті над рівнем моря за винятком довжини тіла. Так, представники цього виду, що живуть на більших висотах, характеризуються більшими розмірами тіла порівняно з мешканцями низькогір'їв: самці близько 39,2 мм, самиці — 43,7 мм на полонині Петрос (1900 м), і самці близько 36,2 мм, самиці — 41,3 мм в околицях с. Лумшори (150—250 м).

## Чисельність
У Закарпатті чисельність цього виду тритонів досить висока, і коливається у сезон розмноження від 20 до 80 особин на 100 м берегової лінії. В Івано-Франківській та Львівській областях чисельність дорослих особин карпатського тритона у сезон розмноження досягає 18-20 ос./м² і 200 відкладених ікринок. За іншими даними, цей показник для L. montandoni у Львівській області сягає близько 143 ос./10 м² водойми. Приблизно такі самі результати (15-25 ос./м²) були одержані і в іншому дослідженні цього виду.
У Карпатському біосферному заповіднику карпатський тритон також відзначається як вид, що характеризується високою чисельністю. З переходом до наземного способу життя тритони розосереджуються по своїх біотопах, і їхня чисельність на маршрутних обліках знижується до 8-10 особин (на 100 м маршруту).

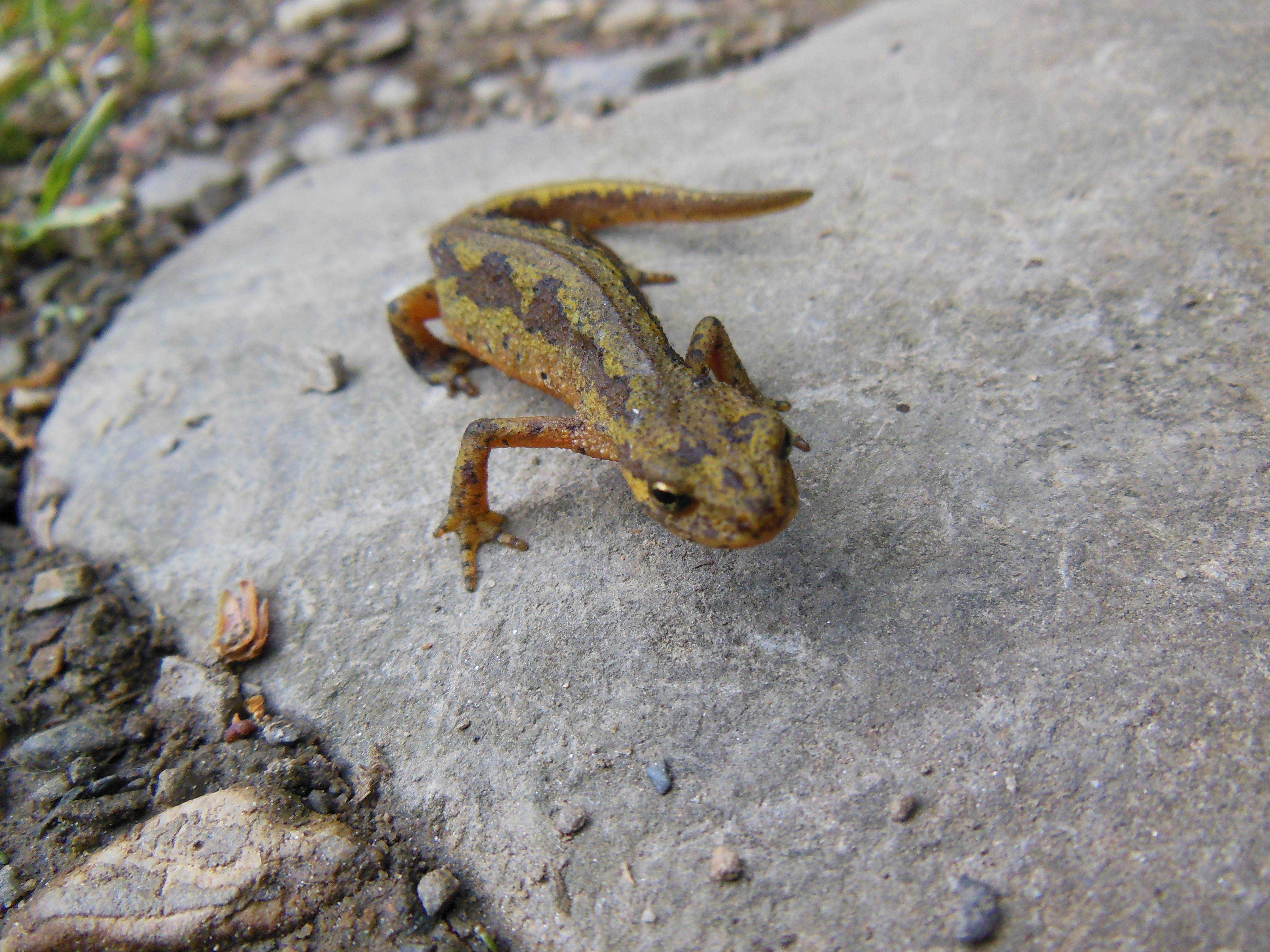
Карпатський тритон. Садиба Карпатського біосферного заповідника в с. Мала Уголька.

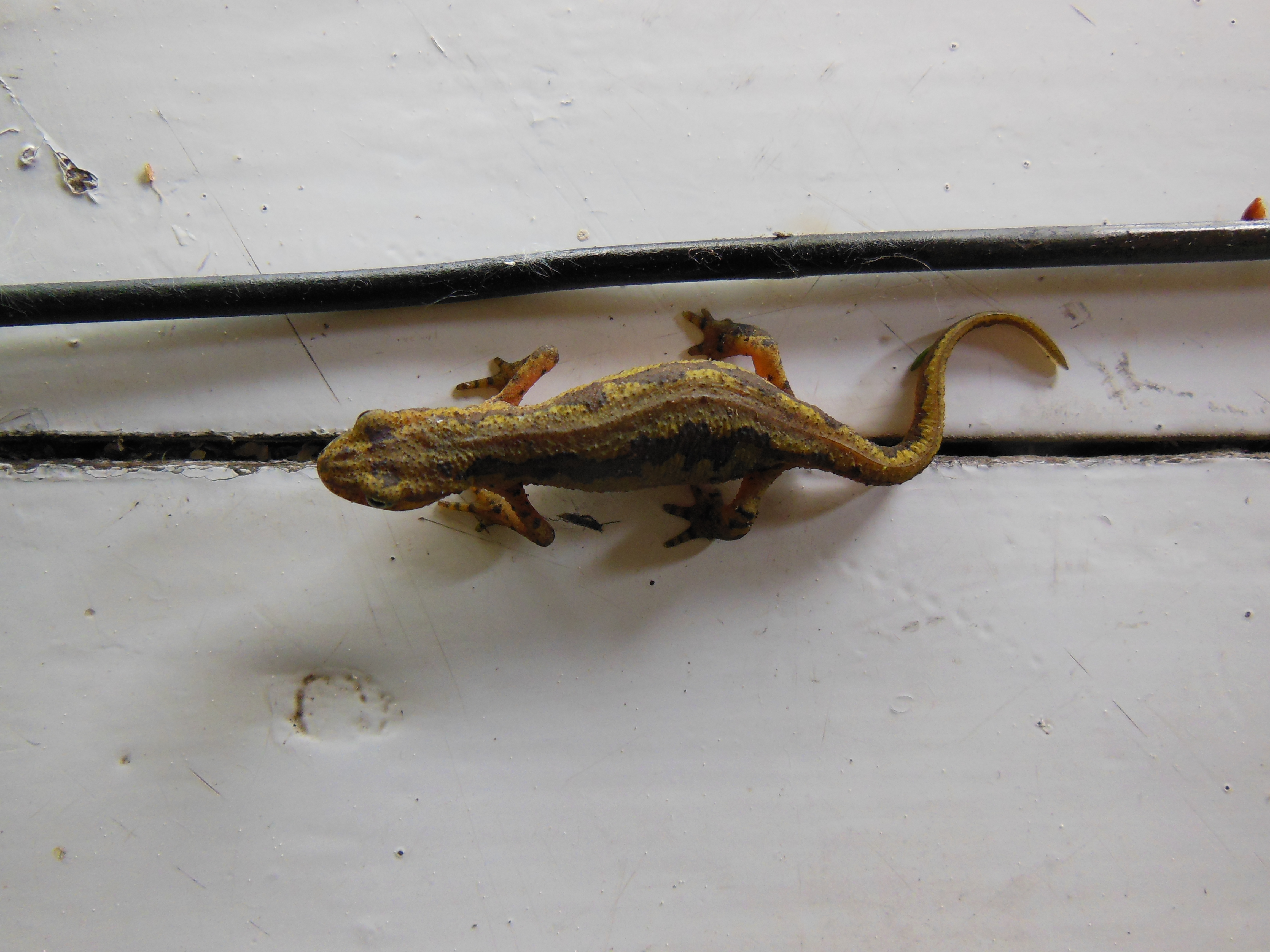
Садиба Карпатського біосферного заповідника, с. Мала Уголька. Самець карпатського тритона.

У Чернівецькій та Івано-Франківській областях чисельність карпатського тритона дещо нижче: вона коливається від 4,6 ос./м² площі водойм у районі масиву Скибівські Горгани у Карпатському національному парку, хоча на низькогір'ях Покутсько-Буковинських Карпат національного парку «Вижницький» вона значно вища й досягає 19,6 ос./м². Цікаво, що тут відмічається зниження чисельності цих тритонів в південно-західному напрямку, що найвірогідніше пов'язано зі зменшенням кількості придатних для нересту водойм у зв'язку із підвищенням лісистості території.
Співвідношення статей у Карпатах близьке до 1 : 1 (47% самців і 53% самиць). Приблизно такі ж самі дані (58% самиць) були одержані в іншому дослідженні 50 ділянок у Львівській, Івано-Франківській та Закарпатській областях.

## Зовнішній вигляд

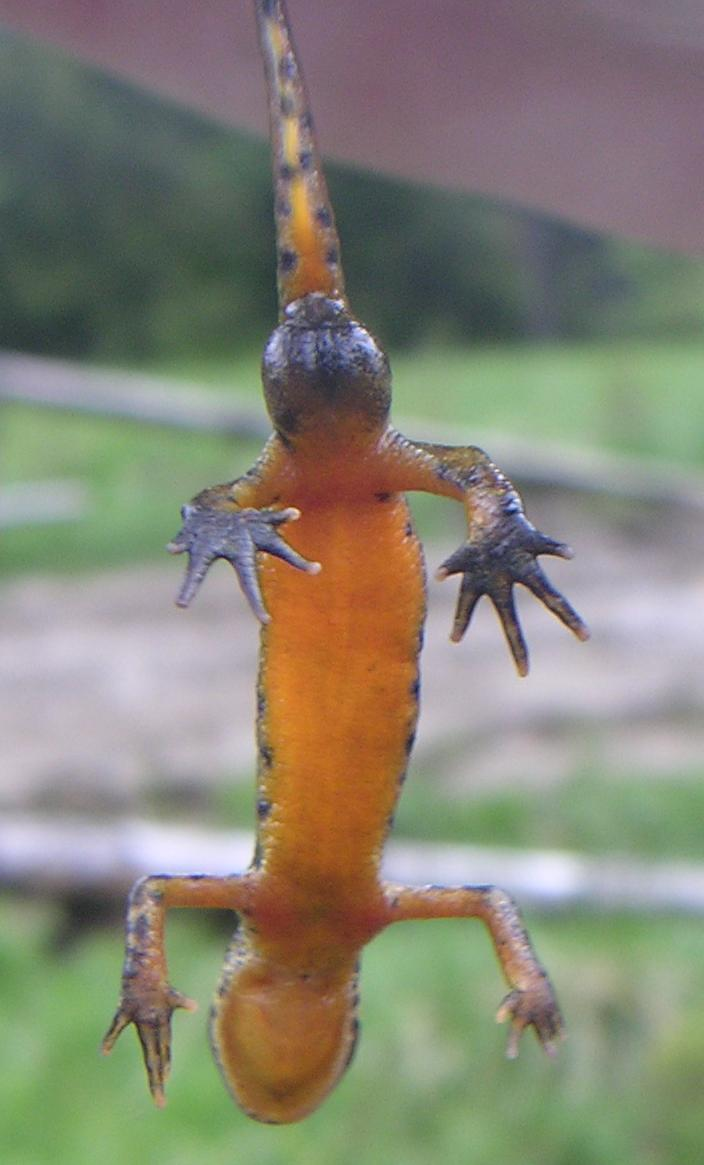
Вигляд зі сторони черевця

Довжина тіла з хвостом у самців карпатського тритона близько 74 мм, самиць — 83 мм. Лемешеві зуби у передній частині у вигляді двох рівнобіжних ліній, які розходяться дистально. Тіло у поперечному розрізі квадратно-округле, поверхня шкіри на водному етапі життя гладка, на суші — дрібнозерниста.
Забарвлення доволі мінливе, але частіше у ньому наявні жовтувато-оливкові та коричнево-оранжеві тони (самиці дещо світліші), уздовж спини проходить світла смуга, на боках тіла темні плями та крапки, черевце жовте або однотонно-помаранчеве до червоного, без плям.
У шлюбний період у самців забарвлення верхньої частини хвоста темніше, на нижній частині ясно-блакитна смуга, задні лапи та клоакальні губи майже чорні (в самиць жовті). На відміну від багатьох інших видів тритонів спинний гребінь не розвивається, однак у самців хвіст закінчується добре помітним (5-8 мм) ниткоподібним відростком, довжина якого при переході до наземного способу життя різко зменшується (приблизно до 1 мм).

## Генетика
Диплоїдний набір представлений 24 двоплечими хромосомами, 2n = 24, NF = 48. Генетичне дослідження карпатського тритона показало доволі високий рівень їхньої гетерозиготності порівняно з іншими тритонами Карпат. Так, для L. montandoni зі Східних Карпат Hexp було 0,113-0,117, а в гребінчастого, звичайного та альпійського тритонів цей показник коливався від 0,00 до 0,109. Хоча L. montandoni за даними морфології та поведінки близький до L. helveticus (тритона перетинчастого), однак розрахунок генетичної дистанції вказав на більшу близькість до нього L. vulgaris (тритона звичайного). Про це також свідчив аналіз хромосом типу лампових щіток обох видів.
В Українських Карпатах зона контакту L. montandoni і L. vulgaris доволі вузька — серед проаналізованих 108 особин з Прикарпаття (зовнішня морфологія та аналіз кількості ядерної ДНК) лише одна самиця характеризувалася проміжними даними. Хоча інші дослідження на Закарпатті дозволили також виявити гібридні особини, однак діагностика таких тварин за даними морфології не завжди підтверджувалася результатами генетичного аналізу.
Разом з тим у деяких регіонах Західної Європи, де обидва види займають ті ж самі місця для розмноження, гібридні особини можуть складати до 60% чисельності популяції.

## Спосіб життя
Початок весняної активності переважно залежить від висоти розташування місць пробування над рівнем моря та конкретних погодних умов, але у більш низовинних районах найчастіше припадає на березень-квітень, вище у горах — на травень чи навіть початок червня. Після пробудження від зимової сплячки тритони переміщуються до водойм, де проводять всю весну та початок літа. Залишаються активними приблизно по жовтень — листопад, після чого йдуть на зимівлю.
Тритони цього виду досить витривалі проти дії низьких температур, і їх знаходили на місцях нересту навесні з температурою води, близької до 0-4°С. У Прикарпатті мінімальна температура води, при якій відзначається активність тритонів, становила 2 °C, повітря — 7 °C.При дослідженні хімічних характеристик води встановлено, що її рН коливалась в межах 6,0-9,8, твердість (мекв./л) 0,3-5,7, лужність (мекв./л) 0,1-3,2.
У сезон розмноження карпатські тритони заселяють різні за площею водойми зі стоячою чи напівпроточною водою (як великі постійні, так і дрібні тимчасові),
хоча при цьому частіше віддають перевагу останнім. Неодноразово відзначали випадки, коли для розмноження використовували водойми, утворювані у коліях автомобільних доріг.
Відкладенню ікри передують шлюбні ігри (специфіка поведінки при цьому, загалом, схожа із звичайним тритоном). Ікра (30-100, максимум до 250) розміщується самицею по декілька штук (2-5) на листі підводних рослин. Тривалість ембріонального розвитку пов'язана з температурою води і звичайно проходить за два тижні, хоча у холодні періоди може розтягуватись до одного місяця.
Розміри личинок збільшуються від 6-7 мм при вилупленні, до 26-35 мм перед метаморфозом. Колір тіла личинки спершу світло-жовтуватий, на спині видно чотири темні поздовжні смуги, потім починають переважати зеленкувато-брунатні тони з дрібними темними цяточками зверху. Личинкова стадія триває до 3 місяців, хоча інколи личинки не встигають пройти метаморфоз протягом теплого сезону і вимушені зимувати. Статевої зрілості, найбільш імовірно, набувають на третій рік життя.
У водний період (сезон розмноження) відзначалася денна активність, у наземний (по закінченні нересту) — присмерково-нічна. У червні — на початку серпня карпатські тритони полишають водойми. Сховищами в цей період служать купи листя, лежачі дерева, підстилка з моху, корчі.
Зимівля відбувається на суші в лісовій підстилці, в норах, порожнинах під каменями, у трухлявих пнях та під стовбурами повалених дерев, хоча окремі особини можуть зимувати у воді. Відомі знахідки зимувальних скупчень тритона карпатського до 250 особин.
Порівняння специфіки шлюбної поведінки карпатського та звичайного тритонів показало, що незважаючи на відмінності зовнішньоморфологічних ознак, у поведінці самців обох видів є чимало спільного, й відміни, в основному, стосуються лише відносної частоти та тривалості рухів хвоста. Разом з тим, коли в такі дослідження долучалася більша кількість видів тритонів (M. alpestris, L. helveticus, L. vulgaris, T. boscai), то виявлялося, що незважаючи на загальну схожість, карпатський тритон має більше однакових елементів поведінки не з тритоном звичайним, а з перетинчастим (L. helveticus). Така близькість у поведінці розглядається як збереження предкового стану поведінки в карпатського та перетинчастого тритонів.

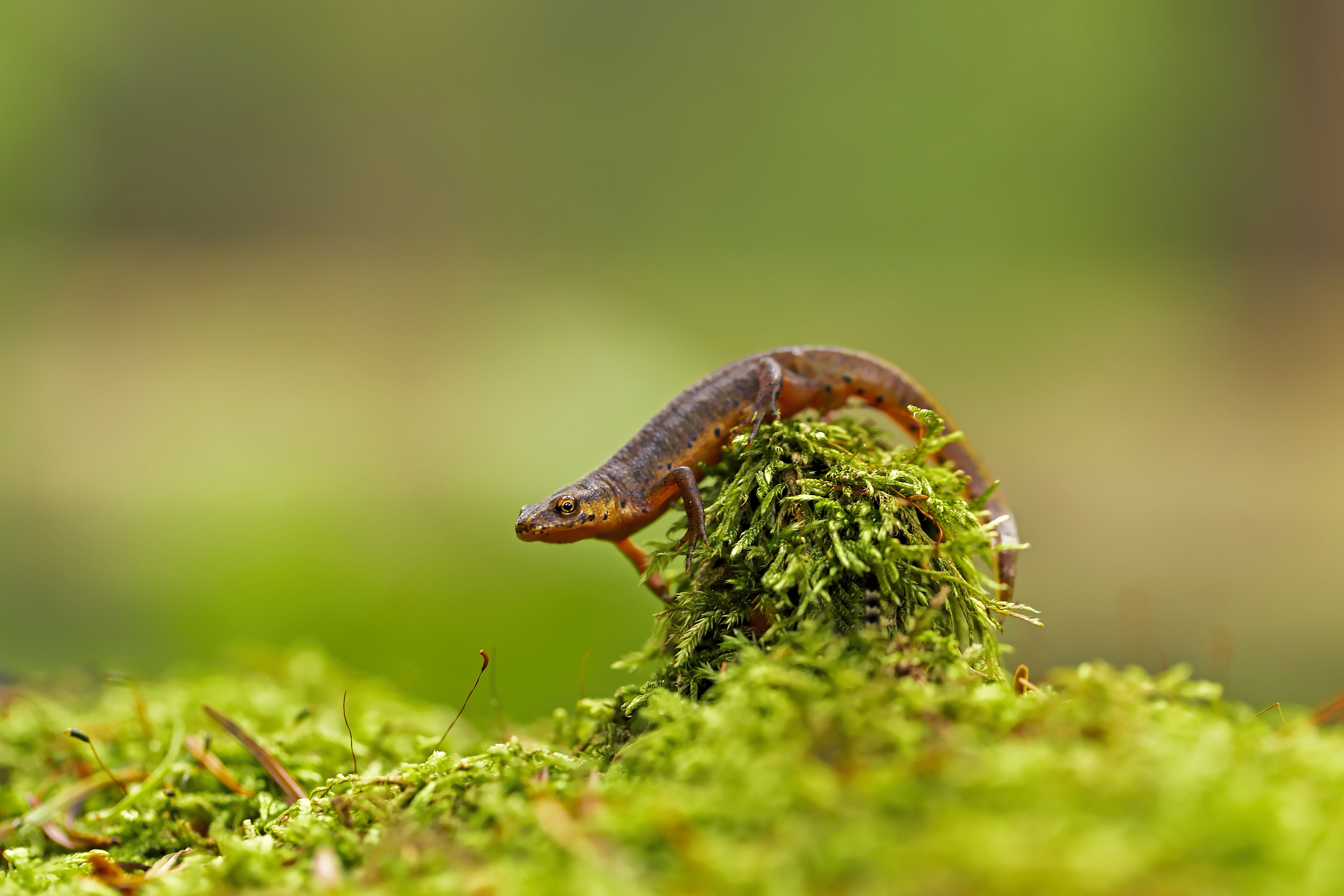
Тритон карпатський

У лабораторних умовах було проведено дослідження ефективності ізолюючих механізмів на рівні дії хеморецепторів у L. montandoni та L. vulgaris (Румунія, усі з алопатричних популяцій), а також у L. helveticus (Швейцарія). Тварин вміщували у тунель або V-подібний лабіринт. Самцям L. montandoni пропонували вибирати самиць (L. montandoni, L. helveticus або L. vulgaris), а самцям L. helveticus — самиць L. helveticus або L. montandoni. Експеримент дозволив дійти висновку, що попри те, що хімічна комунікація значною мірою включена у статеву поведінку, вона не є достатньо ефективним засобом ідентифікації самцями потенційного партнера. Останнє, очевидно, також є однією з причин існування гібридів у природі (Cogalniceanu, 1992).
Під час водного періоду життя у живленні карпатських тритонів переважають личинки комах різних видів, особливо товкунів (Chironomidae, можуть перевищувати 80% трапляння). Інші види безхребетних представлені значно меншими кількостями (дафнії, личинки пливців, двокрильців, обиденок). У раціоні на суші усе більшої питомої ваги починають набирати дорослі форми різних видів, у першу чергу мурашок (до 30%), двокрильців, жуків, дощових червів, плівкокрильців тощо.

## Охорона
Вид занесено до Червоної книги України (категорія «вразливі види»), а також до Додатку II «Конвенції з охорони дикої флори і фауни та природного середовища існування в Європі» (категорія «види, що підлягають особливій охороні») та до Червоного списку хребетних Міжнародного союзу охорони природи (МСОП).
Вважається що чисельність карпатського та альпійського тритонів в окремих районах Карпат починаючи з 1948 року знизилася вдвічі. Встановлено пряму залежність чисельності тритона карпатського від технологічних особливостей експлуатації лісу. Так, трелювання деревини гусеничними тракторами призводило до знищення тварин і їх сховищ.
Формування посеред доріг тимчасових водойм, які привабливі для розмноження тритонів, призводить до загибелі дорослих особин, личинок та їхніх кладок під колесами автотранспорту. Альтернативою є застосування підвісних канатних лісотранспортерів.
Неодноразові випадки загибелі карпатських тритонів відзначалися під час різкого падіння весняних температур (у високогір'ї). На думку деяких вчених, вид перебуває в критичному стані.